# Nekrolog 1639
Nekrolog
◄◄
| ◄
| 1635
| 1636
| 1637
| 1638
| 1639 | 1640 | 1641 | 1642 | 1643 | ► | ►►
Weitere Ereignisse | Allgemeiner Nekrolog 1639
Die Beschreibung der verstorbenen Person sollte so kurz wie möglich gehalten sein und nur deren signifikante Tätigkeit(en) enthalten.
Neue Namen ggf. auch unter dem Geburts- und Sterbedatum, also etwa unter 1. Januar und im Geburts- und Sterbejahr (2024) eintragen (nur bei entsprechender großer Wichtigkeit). Für Beispiele siehe die schon vorhandenen Artikel.
Außerdem über die fünf zuletzt Verstorbenen, zu denen es einen ausreichend guten Artikel für eine Präsentation auf der Hauptseite gibt, nach der todesbedingten Überarbeitung der Artikel ggf. auch unter Wikipedia Diskussion:Hauptseite informieren und sie am besten auch in den anderen Wikipedia-Sprachversionen eintragen. Tipp: Regelmäßig bei news.google.de nach „ist tot“, „gestorben“ oder „verstorben“ suchen.
Wenn eine Person gestorben ist, gibt es viele Seiten zu dieser Person in der Wikipedia, die davon auch betroffen sind und entsprechend aktualisiert werden müssen. Beispiele: Namenübersichtsseite, Geburtsjahr, Geburtsort-Seiten und viele mehr.
Wie finde ich die betroffenen Seiten?
Im Suchfeld auf der linken Seite gibt man den Suchbegriff so ein: „Vorname Nachname“. Dann klickt man auf Volltext und alle Seiten mit entsprechendem Suchtext werden aufgerufen. Hier sieht man dann schnell, wo auch das Todesjahr Sinn macht oder sogar ein Teil des Artikels angepasst werden muss. Auch hilft das „Werkzeug“ auf der linken Seite sehr gut, um solche Seiten aufzufinden: „Links auf diese Seite“. Somit ist die Wikipedia wieder aktuell in allen Bereichen! Hinweis: bei Eintragung der Kategorie „Gestorben JAHR“ wird der Missbrauchsfilter 49 ausgelöst, was jedoch nicht schlimm ist. Siehe: Spezial:Missbrauchsfilter/49
Dies ist eine Liste von im Jahr 1639 verstorbenen bekannten Persönlichkeiten. Die Einträge erfolgen innerhalb der einzelnen Daten alphabetisch sortiert. Tiere sind im Nekrolog für Tiere zu finden.

## Januar
| Tag        | Name                             | Beruf, bekannt als                                          | Alter | Beleg |
| ---------- | -------------------------------- | ----------------------------------------------------------- | ----- | ----- |
| 12. Januar | Reinhold Timm                    | dänischer Maler                                             |       |       |
| 20. Januar | Mustafa I.                       | Sultan des Osmanischen Reiches (1617–1618, 1622–1623)       |       |       |
| 20. Januar | Bertram von Sturm                | kaiserlicher Beamter im Dreißigjährigen Krieg               |       |       |
| 24. Januar | Jörg Jenatsch                    | Schweizer Pfarrer und Politiker                             |       |       |
| 24. Januar | Sophie von Braunschweig-Lüneburg | Markgräfin von Brandenburg-Ansbach und Brandenburg-Kulmbach | 75    |       |
| 25. Januar | Martin Theophil Polak            | polnischer Maler des Barock                                 |       |       |
| 27. Januar | Fabrizio Verospi                 | italienischer Kardinal                                      |       |       |
| 29. Januar | Dietrich von Taube               | Landvogt der Oberlausitz und Oberhofmarschall               |       |       |

## Februar
| Tag         | Name                            | Beruf, bekannt als                                  | Alter | Beleg |
| ----------- | ------------------------------- | --------------------------------------------------- | ----- | ----- |
| 1. Februar  | Bernhard Graevaeus              | deutscher Jurist und Ratsherr in Bremen             |       |       |
| 5. Februar  | Augusta von Dänemark            | Herzogin von Schleswig-Holstein-Gottorf (1590–1616) | 58    |       |
| 8. Februar  | Johann Anton Tritt von Wilderen | Weihbischof in Konstanz                             | 52    |       |
| 9. Februar  | Umile da Petralia               | italienischer Bildhauer des Barock                  |       |       |
| 14. Februar | Maximilian von Pappenheim       | Landgraf von Stühlingen im Klettgau                 |       |       |
| 25. Februar | Roelant Savery                  | flämischer Maler und Radierer                       |       |       |

## März
| Tag               | Name               | Beruf, bekannt als               | Alter | Beleg |
| ----------------- | ------------------ | -------------------------------- | ----- | ----- |
| 12. März          | Domenico Ginnasi   | Kardinal der katholischen Kirche |       |       |
| 16. März          | Pieter de Neyn     | holländischer Maler              | 41    |       |
| 22. oder 23. März | Richard Edgcumbe   | englischer Adliger und Politiker |       |       |
| 25. März          | Pietro Valnegro    | Hofbaumeister                    |       |       |
| 30. März          | Zacharias Hegewald | deutscher Bildhauer              |       |       |

## April
| Tag       | Name                    | Beruf, bekannt als | Alter | Beleg |
| --------- | ----------------------- | --- | ----- | ----- |
| 1. April  | Johann Philipp          | Herzog von Sachsen-Altenburg | 42    |       |
| 1. April  | Anton Wolfradt          | Zisterzienser/Benediktiner, Abt von Wilhering und Kremsmünster, Fürstbischof der Diözese Wien, Landeshauptmann von Oberösterreich, Hofkammerpräsident | 56    |       |
| 6. April  | Berlinghiero Gessi      | Bischof von Rimini und Kardinal | 75    |       |
| 7. April  | Jos Metzler             | Mönch, Stiftsbibliothekar in St. Gallen, Chronist, Jurist, Schriftsteller                                                                             |       |       |
| 8. April  | Alphonsus Requisens     | Franziskaner, Heiliger |       |       |
| 18. April | Michael Schneider       | deutscher Philosoph | 26    |       |
| 22. April | Hans Wolfgang von Salis | kaiserlicher Feldzeugmeister |       |       |
| 24. April | Nicolaus Braun          | deutscher Physiker und Mediziner, Professor in Marburg                                                                                                |       |       |
| 28. April | Christoph Eilard        | deutscher Dichter und Physiker |       |       |

## Mai
| Tag     | Name               | Beruf, bekannt als                                                             | Alter | Beleg |
| ------- | ------------------ | ------------------------------------------------------------------------------ | ----- | ----- |
| 13. Mai | Peter Lauremberg   | deutscher Hochschullehrer und Schriftsteller der Barockzeit                    | 53    |       |
| 15. Mai | Enoch Heiland      | deutscher Rechtswissenschaftler                                                | 56    |       |
| 21. Mai | Tommaso Campanella | italienischer Philosoph, Dominikaner, Theologe, Dichter und Universalgelehrter | 70    |       |

## Juni
| Tag      | Name               | Beruf, bekannt als                                           | Alter | Beleg |
| -------- | ------------------ | ------------------------------------------------------------ | ----- | ----- |
| 1. Juni  | Melchior Franck    | deutscher Komponist                                          |       |       |
| 6. Juni  | Peter Crüger       | deutscher Philologe, Astronom und Mathematiker               | 58    |       |
| 7. Juni  | Antonio de Oquendo | spanischer Admiral                                           | 61    |       |
| 11. Juni | Hartwig von Bülow  | deutscher Gutsherr und Domdechant des Hochstifts Ratzeburg   | 70    |       |
| 29. Juni | Jakob von Ramsay   | Generalmajor im Schwedischen Dienst im Dreißigjährigen Krieg |       |       |
| 29. Juni | Johannes Rhenius   | deutscher Pädagoge                                           |       |       |

## Juli
| Tag      | Name                        | Beruf, bekannt als                                                                 | Alter | Beleg |
| -------- | --------------------------- | ---------------------------------------------------------------------------------- | ----- | ----- |
| 3. Juli  | Antonius Walaeus            | Calvinist, reformierter Theologe und Professor an der Leidener Universität         | 65    |       |
| 18. Juli | Bernhard von Sachsen-Weimar | Feldherr des Dreißigjährigen Kriegs                                                | 34    |       |
| 22. Juli | Rutilio Manetti             | italienischer Maler                                                                |       |       |
| 23. Juli | Heinrich Santmann           | deutscher evangelisch-lutherischer Geistlicher und Chronist                        | 52    |       |
| 27. Juli | Johann Kampferbeke          | Lübecker Bürgermeister                                                             |       |       |
| 31. Juli | Meinhard von Lehndorff      | kurbrandenburgischer Obristleutnant sowie Amtshauptmann und Landrat von Rastenburg | 48    |       |

## August
| Tag        | Name                              | Beruf, bekannt als                                                                    | Alter | Beleg |
| ---------- | --------------------------------- | ------------------------------------------------------------------------------------- | ----- | ----- |
| 1. August  | Thomas Thynne                     | englischer Adliger und Politiker                                                      |       |       |
| 2. August  | Jakub Kryštof Rybnický            | tschechischer Komponist                                                               |       |       |
| 4. August  | Juan Ruiz de Alarcón              | spanischer Dramatiker                                                                 |       |       |
| 6. August  | Hans van Steenwinckel der Jüngere | dänischer Baumeister und Bildhauer                                                    | 52    |       |
| 7. August  | Maarten van den Hove              | niederländischer Astronom                                                             |       |       |
| 8. August  | Christian Hipman                  | Bürgermeister von Stettin                                                             | 53    |       |
| 20. August | Jakob Bidermann                   | deutscher Dramatiker und Jesuit                                                       |       |       |
| 20. August | Martin Opitz                      | deutscher Barockdichter                                                               | 41    |       |
| 21. August | Desiderio Scaglia                 | italienischer Kardinal                                                                | 70    |       |
| 21. August | Heinrich Wenzel                   | Herzog von Bernstadt, Herzog von Oels und Herzog von Münsterberg sowie Graf von Glatz | 46    |       |

## September
| Tag           | Name                                     | Beruf, bekannt als                           | Alter | Beleg |
| ------------- | ---------------------------------------- | -------------------------------------------- | ----- | ----- |
| 12. September | Konrad Matthäus                          | deutscher Mediziner                          | 36    |       |
| 17. September | Sigismund Evenius                        | deutscher Pädagoge                           |       |       |
| 18. September | Johannes Christoph Harpprecht            | württembergischer Rechtswissenschaftler      | 79    |       |
| 19. September | Johann Strauch I.                        | deutscher Rechtswissenschaftler              | 51    |       |
| 20. September | Johannes van Meurs                       | niederländischer Altphilologe und Historiker | 60    |       |
| 28. September | Louis de Nogaret de La Valette d’Épernon | französischer Militär und Kleriker           | 46    |       |

## Oktober
| Tag         | Name                      | Beruf, bekannt als                                                          | Alter | Beleg |
| ----------- | ------------------------- | --------------------------------------------------------------------------- | ----- | ----- |
| 6. Oktober  | Bruno Fleischmann         | deutscher Kartäuserprior                                                    |       |       |
| 9. Oktober  | Kaspar Kittel             | deutscher Musiker, Komponist und Vater von Christoph Kittel (1641–1680)     |       |       |
| 23. Oktober | Johannes Coler            | deutscher protestantischer Pfarrer, Vertreter der frühen Hausväterliteratur | 73    |       |
| 23. Oktober | Daniel Moser              | Bürgermeister von Wien                                                      | 68    |       |
| 28. Oktober | Stefano Landi             | italienischer Sänger, Kapellmeister, Komponist des Frühbarock               | 52    |       |
| 29. Oktober | Hans Joachim von Grünthal | württembergischer Rat, Oberhofmeister und Obervogt                          | 62    |       |

## November
| Tag          | Name                  | Beruf, bekannt als                                     | Alter | Beleg |
| ------------ | --------------------- | ------------------------------------------------------ | ----- | ----- |
| 3. November  | Martín de Porres      | peruanischer Heiliger, Dominikaner                     | 59    |       |
| 9. November  | Sixtinus Amama        | niederländischer reformierter Theologe und Orientalist | 46    |       |
| 24. November | Jan Jansz. den Uyl    | niederländischer Radierer und Stilllebenmaler          |       |       |
| 26. November | John Spottiswoode     | schottischer Erzbischof von St. Andrew                 |       |       |
| 29. November | Johannes Nablas       | deutscher Benediktiner und Abt                         |       |       |
| 30. November | Christoph Felgenhauer | niederländischer Kaufmann                              |       |       |

## Dezember
| Tag          | Name                 | Beruf, bekannt als                              | Alter | Beleg |
| ------------ | -------------------- | ----------------------------------------------- | ----- | ----- |
| 17. Dezember | Nils Turesson Bielke | schwedischer Staatsmann, Mitglied des Reichsrat | 70    |       |
| 25. Dezember | Johann Christian     | Herzog von Brieg, Landeshauptmann von Schlesien | 48    |       |
| Dezember     | Henry Wotton         | englischer Diplomat, Dichter und Kunstkenner    | 71    |       |

## Datum unbekannt
| Tag | Name                                 | Beruf, bekannt als                                                           | Alter | Beleg |
| --- | ------------------------------------ | ---------------------------------------------------------------------------- | ----- | ----- |
|     | Aaron Berechja di Modena             | italienischer Kabbalist                                                      |       |       |
|     | Georg Brenck der Jüngere             | Schreiner und Holzschnitzer                                                  |       |       |
|     | Moritz Adolf von Dehn-Rotfelser      | kursächsischer Offizier                                                      |       |       |
|     | David Ebel                           | deutscher Organist und Komponist der Norddeutschen Orgelschule               | ≈46   |       |
|     | Carlo Farina                         | italienischer Violinist, Komponist und Kapellmeister                         |       |       |
|     | Taras Fedorowytsch                   | ukrainischer Kosake und Hetman                                               |       |       |
|     | Orazio Gentileschi                   | italienischer Maler                                                          |       |       |
|     | Pierre Mazuel                        | französischer klassischer Instrumentalmusiker aus der Musikerdynastie Mazuel |       |       |
|     | Elizabeth Cary, Viscountess Falkland | englische Dichterin, Übersetzerin und Historikerin                           | ≈54   |       |
|     | Diego Hurtado de Mendoza y Guevara   | spanischer Botschafter im Vereinigten Königreich                             |       |       |
|     | Joseph Mitrani                       | Talmudist und Großrabbiner in Konstantinopel                                 |       |       |
|     | Ngagi Wangpo                         | 3. Dorje Drag Rigdzin Chenmo                                                 |       |       |
|     | Johann Isaak Pontanus                | dänischer Geschichtsschreiber                                                |       |       |
|     | Ludwig Schumacher                    | Schweizer, Staatsmann und Militär                                            |       |       |
|     | Francisco da Silva                   | peruanischer Arzt, Märtyrer des Judentums in Peru                            |       |       |
|     | Rudolf Sparr von Greiffenberg        | Oberamtmann in Königstein                                                    |       |       |
|     | Johann Asbeck Torck                  | Domherr in Münster                                                           |       |       |
|     | Margarethe Werthmann                 | Opfer der Hexenverfolgung                                                    |       |       |